# Бушар, Шарль
Шарль Буша́р (англ. Charles Bouchard, фр. Charles Bouchard; род. в Шикутими, Квебек, Канада) — канадский военачальник.

## Биография

### Образование
Окончил Штабную школу Вооружённых сил, Командно-штабной колледж Сухопутных сил, Стратегические национальные курсы, Комбинированные командные курсы ВВС. Прошёл программу подготовки руководителей высшего звена в области национальной и международной безопасности в Гарвардском университете.
Бакалавр политических наук Университета Манитобы.

### Военная служба
В 1974 году поступил на службу в Вооружённые силы Канады.
В 1976 году окончил подготовку и стал пилотом вертолёта.
Он служил на различных должностях в 427 Тактической вертолётной эскадрильи (Онтарио) и 403
вертолётной учебной оперативной эскадрилье (Нью-Брансуик).
Командовал 444 Тактической вертолетной эскадрильей в Ларе, Германия.
Служил в штабе ВВС в качестве старшего штабного офицера Тактических вертолетов и заместителя начальника штаба. Он также служил в качестве офицера штаба Национальной обороны, являлся заместителем командующего континентальной части США НОРАД (Флорида), командующим 1 канадский авиационной дивизией, командующим канадским компонентом НОРАД и объединенными силами воздушного компонента, ответственного за операции ВВС Канады.
С июня 2007 года — заместитель командующего в Командовании воздушно-космической обороны Северной Америки (НОРАД).
С 2009 года — заместитель командующего в Командовании объединенными силами НАТО в Неаполе.
25 марта 2011 года Министр обороны Канады Питер Маккей объявил, что командовать военной операцией НАТО в Ливии будет генерал-лейтенант Шарль Бушар.

## Награды
- Командор ордена «За военные заслуги» (Канада, 2006 год)
- Офицер ордена «За военные заслуги» (Канада, 2001 год)
- Офицер ордена «Легион Почёта» (США, 2004 год)